# Soera De Doorbraak
Soera De Dageraad (Arabisch: ٱلْفَلَقِ, al-falaq) is de voorlaatste, honderddertiende soera van de Koran. Deze soera is vernoemd naar de dageraad van het eerste licht, genoemd in de eerste aya. De soera is een gebed ter bescherming tegen het kwaad.

## Verzen en vertaling
Vertaling: M. F. Abdelsalaam
بِسْمِ ٱللَّٰهِ ٱلرَّحْمَـٰنِ ٱلرَّحِيمِ ۝
Bismi l-lāhi r-raḥmāni r-raḥīm(i)
In de naam van Allah, de meest Barmhartige, de meest Genadevolle.
قُلْ أَعُوذُ بِرَبِّ ٱلْفَلَقِ ۝١
¹ Qul ’a‘ūdhu birabbi l-falaq(i)
Zeg: “Ik zoek mijn toevlucht tot de Heer van de dageraad.
مِن شَرِّ مَا خَلَقَ ۝٢
² Min sharri mā khalaq(a)
Tegen het kwaad dat Hij geschapen heeft.
وَمِن شَرِّ غَاسِقٍ إِذَا وَقَبَ ۝٣
³ Wamin sharri ghāsiqin ’idhā waqab(a)
En tegen het kwaad van de duisternis wanneer deze zich verspreid.
وَمِن شَرِّ ٱلنَّفَّـٰـثَــٰتِ فِى ٱلْعُقَدِ ۝٤
⁴ Wamin sharrin n-naffāthāti fi l-‘uqad(i)
En tegen het kwaad van degenen die op knopen blazen (de magiërs).
وَمِن شَرِّ حَاسِدٍ إِذَا حَسَدَ ۝٥
⁵ Wamin sharri ḥāsidin idhā ḥasad(a)
En tegen het kwaad van de jaloerse wanneer deze jaloers is.”

## Bijzonderheden
Samen met Soera De Mensheid, de laatste van de Koran, staat deze bekend als Mu'awwidhatayn: de twee soera's waarin de toevlucht tot God wordt gezocht. Volgens de overlevering zijn ze direct na elkaar geopenbaard aan Mohammed.